# Jáchym Topol
Pour les articles homonymes, voir Topol.
 (juillet 2023).
Si vous disposez d'ouvrages ou d'articles de référence ou si vous connaissez des sites web de qualité traitant du thème abordé ici, merci de compléter l'article en donnant les références utiles à sa vérifiabilité et en les liant à la section « Notes et références ».

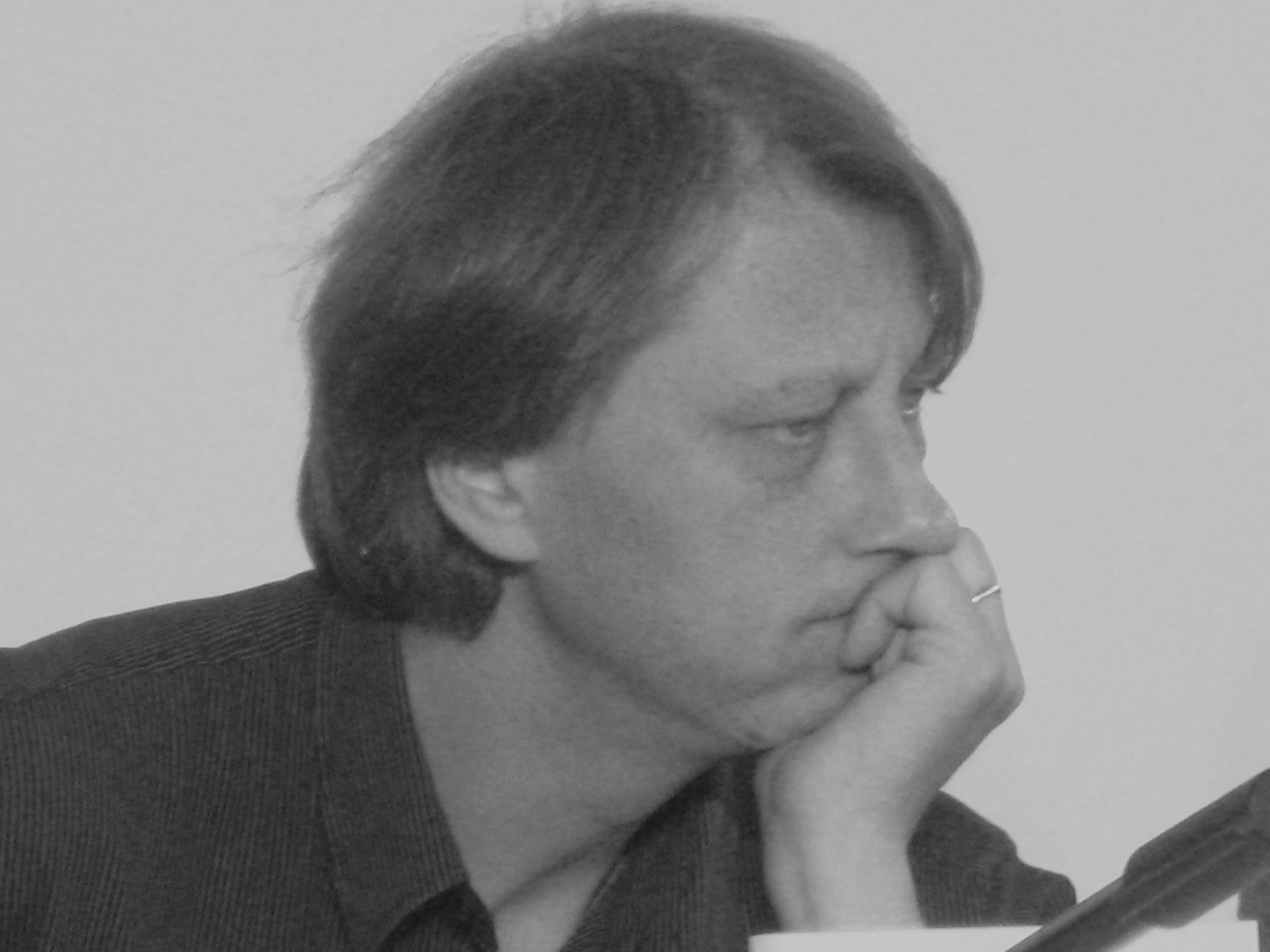
Jáchym Topol

Jáchym Topol (né le 4 août 1962 à Prague) est un écrivain tchèque contemporain, appartenant à la littérature underground tchèque, et fondateur du périodique littéraire Revue Revolver.

## Biographie
Jáchym Topol est issu d'une famille littéraire bien connue. Son père, Josef Topol, est dramaturge, poète et traducteur de Shakespeare.
Les débuts littéraires de Jáchym sont des chansons pour le groupe de rock  Psí vojáci (les soldats chiens), mené par son jeune frère, Filip, à la fin des années 1970 et au début des années 1980. Il écrit également pour le groupe Národní třída.
En 1982, il cofonde la revue samizdat Violit, et en 1985 la Revue Revolver qui est spécialisée dans la littérature tchèque moderne. À cause des activités de dissident de son père, Jáchym ne peut pas entrer à l'université. Après son baccalauréat, il fit plusieurs petits métiers. Il est emprisonné plusieurs fois pour de courtes périodes. Il est également un des signataires de la charte 77.
Jáchym participe à la Révolution de velours en 1989, en publiant une feuille indépendante, (Informační servis), qui deviendra plus tard l'hebdomadaire  Respekt. Il est le rédacteur en chef de Revolver Revue jusqu'en 1993. Il fait toujours partie de la rédaction de Respekt.
Il a aussi écrit les paroles de trois albums de la chanteuse Monika Naceva : Moznosti tu sou (Il y a une chance, 1994), Nebe je rudý (Le ciel est rouge, 1996), et Mimoid (1998). 

À présent, Jáchym Topol  vit à Prague avec sa femme et ses deux filles.

## Œuvre
Jáchym Topol écrit dans un style familier, proche de la rue. Pendant la première moitié des années 1990, il abandonne la poésie pour se consacrer à la prose et au roman.

### Poèmes
- Miluji tě k zbláznění (Je t'aime à la folie, 1988) – premier recueil de poèmes publié en samizdat) Il reçoit le Prix Tom Stoppard pour la littérature non officielle (fondé en 1983 par Tom Stoppard, un dramaturge britannique d'origine tchèque. Il est publié en 1990 par la maison d'édition Atlantis.
- V úterý bude válka (Mardi ce sera la guerre, 1993) – traduit en chinois, anglais, français, allemand, hébreu, lituanien, polonais et vietnamien. En octobre 1994, Allen Ginsberg  a lu quelques poèmes de ce livre dans la traduction de Alex Zucker au festival de FringeNYC.
- La série de Photos ayant pour titre Manœuvres de la photographe Farova Gabina a vu le jour sous la forme d'un livre édité en 2008 chez Torst, avec un texte de l'écrivain Jáchym Topol.

### Romans
- Výlet k nádražní hale (1994)
- Sestra (1994). Ce roman a gagné won le Prix Egon Hostovský en tant que livre tchèque de l'année (le prix a été fondé en 1973 par Regina Hostovská, veuve du romancier tchèque Egon Hostovský, qui avait fui en exil aux États-Unis. Ce roman, à la fois bien reçu par les lecteurs tchèques et la critique, a été traduit en plusieurs langues.
- Anděl (1995) — Traduction française par Marianna Canavaggio : Ange exit, J'ai lu (2002)
- Nemůžu se zastavit (Entretiens), Portál (2000)
- Noční práce (2001) — Traduction française par Marianna Canavaggio : Missions nocturnes, Laffont (2002)
- Kloktat dehet (2005) — Traduction française par Marianna Canavaggio : Zone cirque, Noir sur blanc, (2009)[1]
- Supermarket sovětských hrdinů (2007)
- Chladnou zemí (2009, Pays froid)
  - publié en français sous le titre L'Atelier du Diable, éditions Noir sur Blanc, 2012, traductrice : Marianne Canavaggio, 176 pages,  (ISBN 978-2-8825-0278-0)
- Citlivý člověk (L’homme sensible) (2017)[2]

### Traductions
- Trnová dívka (1996), traduit de l'anglais Thorn Girl, recueil de contes et mythes amérindiens.